# Robert Marchand

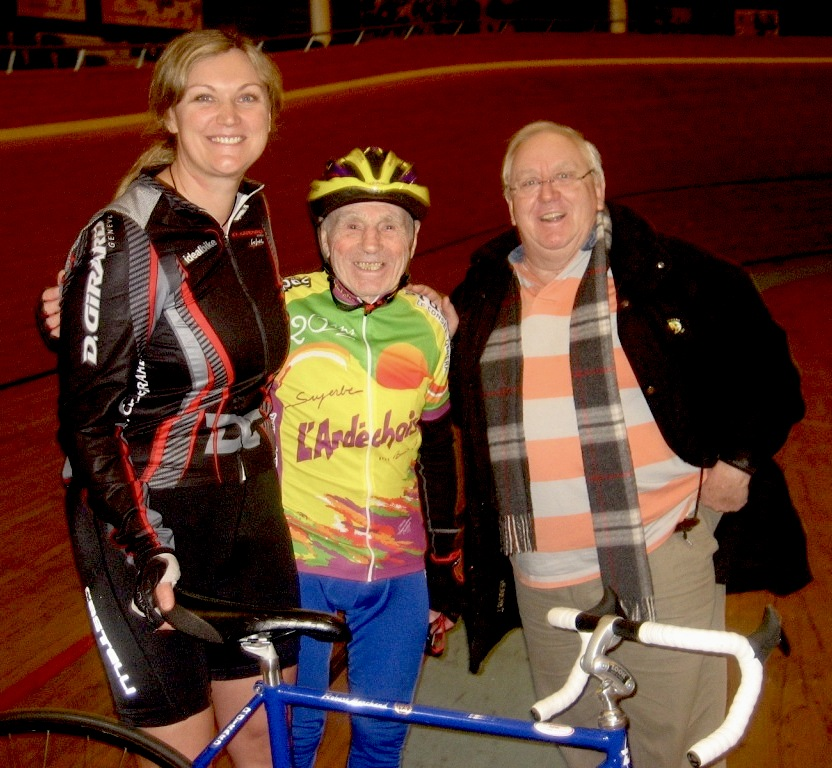
Robert Marchand (M.) mit Magali Faure und dem Schweizer Radsportfunktionär Marcel Segessmann (Februar 2012)

Robert Marchand (* 26. November 1911 in Amiens; † 22. Mai 2021 in Mitry-Mory) war ein französischer Radsportler, der bis zum Alter von 105 Jahren aktiv war. Er galt als ältester Sportler der Welt.

## Biographie

### Berufliches
In den 1930er Jahren arbeitete Robert Marchand bei der Feuerwehr von Paris. Nach dem Zweiten Weltkrieg zog er nach Venezuela und später nach Kanada, wo er unter anderem als Holzfäller arbeitete. In den 1960er Jahren kehrte er zurück nach Paris und arbeitete unter anderem als Gärtner und als Weinhändler.
Neben dem Radsport war Marchand politisch engagiert und Mitglied der französischen kommunistischen Partei PCF. Im Jahr 2009 weigerte er sich aus politischer Überzeugung, die Goldmedaille für Jugend und Sport aus den Händen der Ministerin Roselyne Bachelot von der konservativen Partei UMP entgegenzunehmen.

### Sport
Nach einer langen Pause begann er erst wieder 1978 ernsthaft mit dem Radsporttraining. Seitdem startete er bei verschiedenen Radrennen, so zwölfmal als Doyen bei L’Ardéchoise. Ein Pass auf dieser Rennstrecke in Höhe von 911 Metern trägt seit Juni 2011 seinen Namen. 1998 bestritt er im Alter von 86 Jahren das Jedermannrennen von Paris–Roubaix, und an seinem 100. Geburtstag absolvierte er ein Training auf seinem Hometrainer, das einer Strecke von etwa 23 Kilometern entspricht.
Am 17. Februar 2012 stellte der zierliche Marchand (1,52 Meter groß, 50 Kilogramm schwer) auf der Radrennbahn des Centre Mondial du Cyclisme des Weltradsportverbandes Union Cycliste Internationale in Aigle den ersten Stundenweltrekord für über 100-Jährige auf: In einer Stunde absolvierte er 24,251 Kilometer. Erst aus Anlass dieses Rekordversuchs wurde die Wertungsklasse „100+“ eingeführt. Im selben Jahr stellte er den Rekord über 100 km für über 100-Jährige mit vier Stunden, 17 Minuten und 27 Sekunden auf. Am 31. Januar 2014 verbesserte Marchand, nun 102 Jahre alt, seinen eigenen Stundenweltrekord im Velodrom von Saint-Quentin auf 26,952 Kilometer. Seinen 104. Geburtstag feierte er mit dem Befahren der 20 Kilometer langen Strecke zur Caverne du Pont d’Arc (heute Grotte Chauvet 2 Ardèche), die bei der Tour de France 2016 für das Einzelzeitfahren vorgesehen war.
Am 4. Januar 2017 stellte der 105 Jahre alte Marchand im Vélodrome National nahe Paris mit 22,574 Kilometer einen erstmaligen Stundenweltrekord in der Klasse „105+“ auf. Im Jahr darauf beschloss er auf Anraten seiner Ärzte, seine Radsportlaufbahn endgültig zu beenden. Noch zwei Jahre länger machte er an seinem Wohnort Wahlkampf.
Er starb 2021 im Alter von 109 Jahren.